# Wind Ambition
Die Wind Ambition war ein Wohnschiff des Unternehmens C-Bed. Das Schiff wurde ursprünglich als Fährschiff Prinsessan Birgitta gebaut und 1974 in Dienst gestellt.

## Geschichte

### Prinsessan Birgitta(1974–1982)

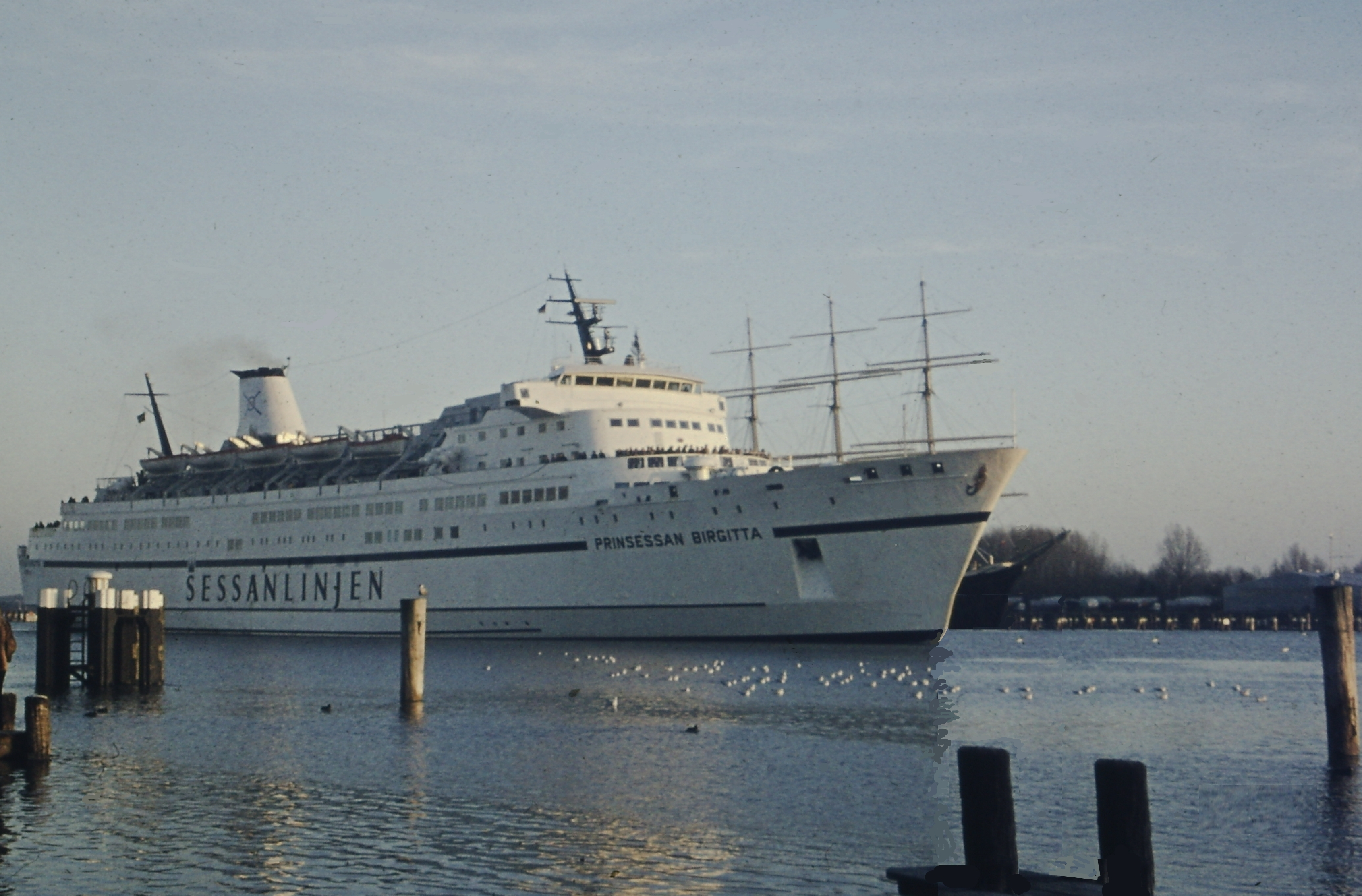
Das Schiff als Prinsessan Birgitta auf der Trave

Die Prinsessan Birgitta wurde bei Wärtsilä Turku-Werft gebaut und am 10. Mai 1974 abgeliefert. Ab dem 16. Mai 1974 fuhr das Schiff zwischen Göteborg und Travemünde, im Sommer zusätzlich zwischen Travemünde und Rønne, im Winter zusätzlich zwischen Travemünde und Kopenhagen. 1977 wurde das Schiff an Rederi Ab Göteborg-Frederikshavn Linjen verkauft und zwischen Göteborg und Frederikshavn eingesetzt. Im Februar 1981 übernahm Stena Line diesen Betrieb. Das Schiff bediente die Route noch bis zum 25. August. Ab dem 14. September 1981 bediente es die Route Kiel – Göteborg.

### Stena Scandinavica(1982–1987)

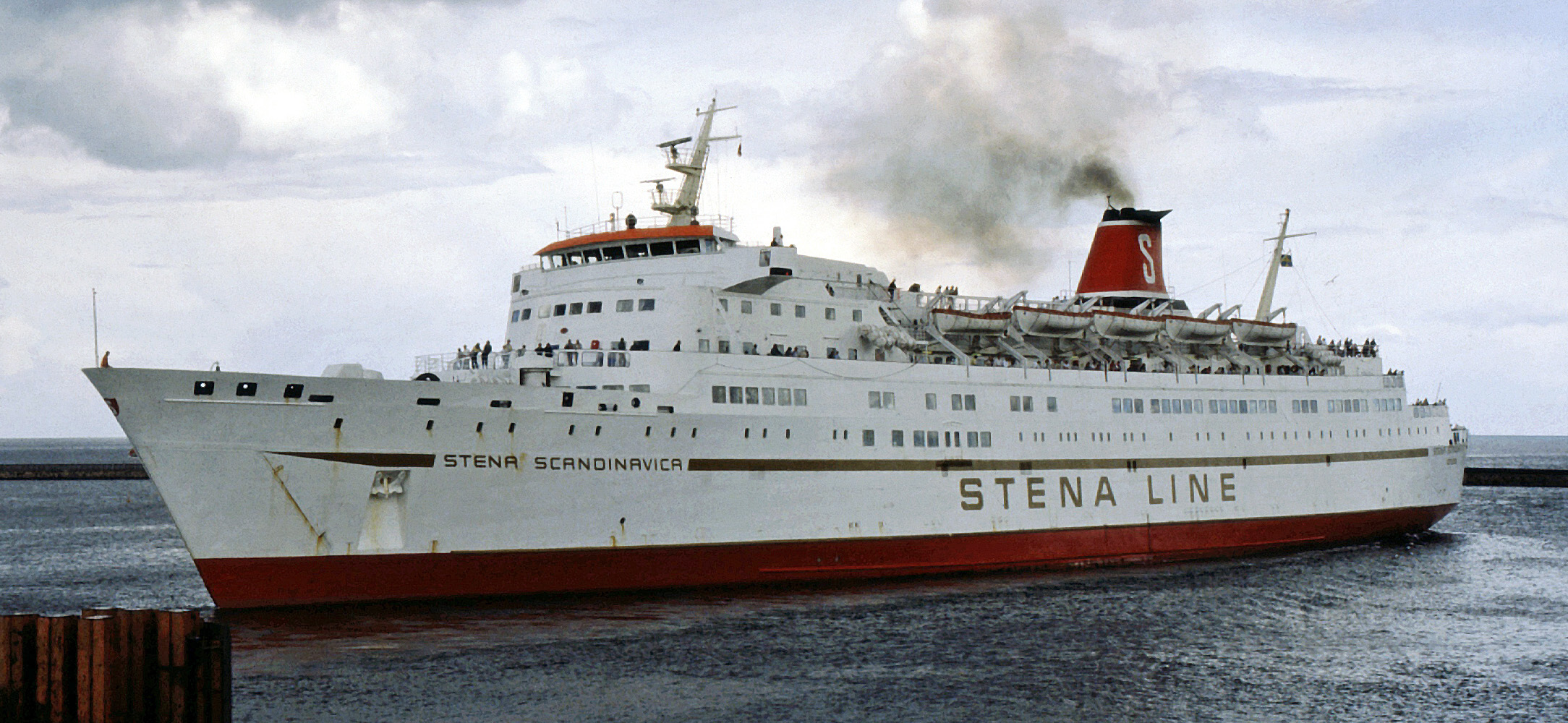
Als Stena Scandinavica 1985 in Frederikshavn

Im darauffolgenden Jahr, am 10. Mai 1982, wurde das Schiff in Stena Scandinavica umbenannt. Das Schiff verkehrte bis zum 5. April 1987 zwischen Kiel und Göteborg und fuhr danach wieder zwischen Göteborg und Frederikshavn.
Im Juni 1987 wurde das Schiff von Compagnie Tunisienne de Navigation (Cotunav) gechartert und zwischen Genua und Tunis eingesetzt.

### Scandinavica(1987–1989)
Am 28. Oktober 1987 wurde die Stena Scandinavica in Scandinavica umbenannt. Im Dezember 1987 wurde sie aus der Fahrt genommen und aufgelegt. Vom 7. Juni 1988 bis 16. September 1988 setzte Sealink British Ferries das Schiff auf der Route Dover – Calais und Dover – Zeebrügge ein. Ab Oktober 1988 wurde das Schiff in Dunkerque aufgelegt. Am 8. November wurde das Schiff an Stena Shipping Line, Nassau, Bahamas, verkauft und auf der Route Frederikshavn – Göteborg – Moss eingesetzt.

### Tarek L(1989)
Im Mai 1989 wurde das Schiff an Scandinavica Ltd, Nassau, Bahamas, übertragen und in Tarek L umbenannt. Von Mai bis November 1989 setzte Cotunav die Tarek L zwischen Tunis, Genua und Marseille ein.

### Scandinavia(1989–1990)
Am 15. November 1989 kaufte Norway Line das Schiff und benannten es in Scandinavia um. Das Schiff wurde in Kristiansand umgebaut.

### Venus(1990–1994)
Im März 1990 wurde das Schiff in Venus umbenannt, Heimathafen wurde Bergen. Am 29. März bediente das Schiff für Norway Line zweimal pro Woche die Route Bergen – Stavanger – Newcastle und einmal pro Woche die Route Bergen – Stavanger – Amsterdam, welche 1991 eingestellt wurde. Am 1. Januar 1993 wurde das Schiff für die Color Line registriert.

### King of Scandinavia(1994–2002)
Am 11. August 1994 kaufte DFDS das Schiff. Es verkehrte noch bis zum 1. September 1994 für Norway Line auf der vorherigen Route. DFDS übernahm das Schiff am selben Tag und benannte es in King of Scandinavia um. Ab 2. April 1995 bediente das Schiff die Route Esbjerg – Harwich. Ab dem 10. April 1995 befuhr das Schiff die Route Esbjerg – Newcastle – Hamburg. Die Route wurde am 29. März 1996 auf IJmuiden – Newcastle – Hamburg geändert. Vom 10. Juli 1997 bis 10. September 1997 charterte Compagnie Tunisienne de Navigation SA aus Tunesien das Schiff und setzte es wie bereits 1989 zwischen Genua/Marseille und Tunis ein. Ab dem 1. November 1997 wurde es zwischen Newcastle und IJmuiden eingesetzt. Vom 10. Mai 1998 bis 9. September 1998 charterte Compagnie Tunisienne de Navigation SA das Schiff wieder und setzte es erneut zwischen Genua/Marseille und Tunis ein.
Am 11. September 1998 wurde das Schiff nach Esbjerg überführt und vom 19. Oktober bis 6. November zwischen Esbjerg und Harwich eingesetzt. Vom 10. November bis 28. November 1998 wurde es für einen Militärtransport gechartert und fuhr auf der Route Esbjerg – Marchwood – Eemshaven – IJmuiden – Amsterdam – Marchwood – Esbjerg. 1999 wollte Nordic Holland-Linie das Schiff chartern, um es zwischen Norwegen und den Niederlanden einzusetzen, aufgrund der geringen Nachfrage wurde die Route jedoch nicht eröffnet. Vom 8. Januar 1999 bis 26. Februar 1999 sowie vom 22. April 1999 bis 23. Juni 2001 wurde das Schiff zwischen IJmuiden und Newcastle eingesetzt. Ab 24. Juni 2001 wurde es von IJmuiden nach Tunis überführt. Vom 1. Juli bis 27. September 2001 charterte Cotunav das Schiff und setzte es wieder zwischen Genua, Marseille und Tunis ein. Ab dem 27. September 2001 wurde das Schiff von Tunis nach Kopenhagen überführt. Vom 10. Mai 2001 bis 29. November 2001 charterte Bornholmstrafikken das Schiff und setzte es zwischen Kopenhagen und Rønne ein. Anschließend wurde es in Kopenhagen aufgelegt. Im Februar 2002 charterte die NATO das Schiff.

### Cesme(2002–2010)
Im März 2002 kaufte Turkish Marmara Lines das Schiff. Es wurde im April 2002 übergeben und in Cesme umbenannt. Ab Mai 2002 bediente es die Route Cesme – Brindisi – Ancona.

### Wind Ambition(2010–2018)
Im Mai 2010 kaufte C-bed das Schiff und benannte es am 24. Mai 2010 in Wind Ambition um. Es kam unter britischer Flagge mit Heimathafen London in Fahrt.
2014 beherbergte die Wind Ambition zahlreiche Techniker für die Installation des deutschen Offshore-Windparks 'DanTysk' an der deutsch-dänischen Hochseegrenze. Das Schiff lief dabei im mehrwöchentlichen Rhythmus für die Übernahme von Betriebsstoffen, Nahrungsmitteln etc. den Hafen in Esbjerg an. Das untere Fahrzeugdeck diente als Lager für Ausrüstung und Ersatzteilkomponenten für den entstehenden Windparks. Während die Bugklappe nach wie vor nur zum Beladen im Hafen geöffnet werden konnte, wurde die Heckluke umgestaltet. Nun konnten die Techniker im Windpark die Wind Ambition über eine Tür verlassen und die kleineren Transferboote (CTV – Crew Transfer Vessel) betreten, um die einzelnen Windkraftanlagen anzufahren.
Ab Oktober 2015 war die Wind Ambition in Esbjerg aufgelegt.
Ab dem 9. Januar 2017 wurde das Schiff unter anderem vom Mukran aus beim Bau des Offshore-Windpark Wikinger nordöstlich der Insel Rügen eingesetzt.
Ab dem 15. Dezember 2017 war das Schiff in Odense aufgelegt.

### Prince(2018–2021)
Im April 2018 wurde das Schiff erneut verkauft. Das in Prince umbenannte Schiff wurde unter die Flagge Zyperns gebracht. Am 19. April 2018 verließ das Schiff den Hafen von Odense Richtung Griechenland. Im Mittelmeer war das Schiff zeitweise zwischen Patras, Igoumenitsa und Brindisi in Fahrt.
Im Herbst 2019 verkehrte das Schiff vorübergehend auf den Färöer, wo es die Smyril während eines Werftaufenthaltes ersetzte.
Im Juli 2021 wurde das Schiff zum Abbruch verkauft und hierfür unter die Flagge der Komoren gebracht. Am 22. August traf das in Princess umbenannte Schiff in Chittagong zum Abbruch ein. Jedoch wurde das Schiff nicht in Chittagong verschrottet, sondern traf im Juni 2022, umbenannt in Wish, im indischen Alang zur Verschrottung ein.